# Biblioteca EPM
La Biblioteca EPM (Empresas Públicas de Medellín) es una biblioteca colombiana inaugurada el 2 de junio de 2005, en la Plaza de Cisneros de la ciudad de Medellín.

## Historia
La Biblioteca EPM, inaugurada el 2 de junio de 2005, es una clara expresión de la proyección social de esta gran empresa antioqueña, de su capacidad para contribuir al progreso de la comunidad a partir del apoyo a la cultura, la educación, el conocimiento y el fomento al uso eficiente de los servicios públicos domiciliarios. 
Diseñada en forma de "pirámide del conocimiento", la Biblioteca EPM parte de lo general en sus primeros pisos, hacia lo específico en sus niveles superiores; distribuidos internamente en cuatro niveles y un semisótano. Ciencia, industria, medio ambiente y tecnología son las áreas de especialidad de la Biblioteca EPM, única en el medio por ser especializada y permitir el libre acceso al público en general, propiciando el desarrollo científico, tecnológico y empresarial de la ciudad y de la región. Desde luego, esta especialización no significa que el material disponible no esté al alcance de todos los públicos, pues por su misma concepción piramidal el acceso al conocimiento y a las fuentes de información va desde lo más elemental hasta las áreas de mayor especialización. 
La Biblioteca EPM es un complemento de gran valor para las bibliotecas públicas, no solo por cubrir una carencia, sino también por la labor que desarrollará en los procesos de formación de hábitos investigativos y por la recopilación y divulgación de un conocimiento específico puesto a disposición de toda la comunidad.

## Arquitectura
El estilo arquitectónico de la Biblioteca Pública EPM es moderno en forma de pirámide. La obra contempla unos 10 000 m² que contienen los servicios esperados y necesarios para ser considerada como una biblioteca contemporánea: zonas de lectura, almacenamiento de libros, salas de internet, galería para exposiciones, café, centro de copiado, áreas infantiles, zonas técnicas, locales comerciales, áreas de capacitación, cinemateca, auditorios, cubículos de estudio, entre otros. Este proyecto logra la mejor relación entre el usuario y la información, teniendo siempre presente la idea de factibilidad en términos constructivos, funcionales y estéticos.
El diseño fue del arquitecto Felipe Uribe de Bedout, de la firma de Arquitectos Uribe de Bedout, que utilizó una base metálica forrada con drywall en el techo, las paredes son de mármol, madera y vidrio; el piso es en mármol.  El edificio está construido según el orden de la
pirámide del conocimiento, es decir que parte de lo general en sus primeros pisos, hacia lo específico en sus niveles superiores; distribuidos internamente en cuatro niveles y un semisótano.

## Espacios
Sótano
Sala de Ciudad: En este espacio se presentan exposiciones de carácter cultural con énfasis en proyectos concernientes al desarrollo de ciudad y a las áreas de especialidad de la Biblioteca.
Sala de Niños: El lugar más apropiado de la Biblioteca para el público infantil y juvenil, cuenta con una colección bibliográfica conformada por libros, enciclopedias, diccionarios y literatura sobre las áreas de especialización de la Biblioteca en un lenguaje sencillo. Se ofrece el servicio de Internet y se desarrolla una programación que comprende semilleros en ciencias, talleres, videoforos, conferencias, juegos y otros programas que incentivan la creatividad, para formar futuros investigadores y científicos en las áreas de Ciencia, Industria, Medio Ambiente y Tecnología. Además, cuenta con un espacio para desarrollar sus actividades lúdicas y talleres de experimentación.
Cinemateca: Con capacidad para 80 personas. Se usa para actividades relacionadas con la especialidad de la Biblioteca como ciclos y foros de cine, conferencias, entre otros
Procesos Técnicos: En este espacio se realiza el procesamiento técnico del material bibliográfico nuevo en los diferentes soportes (libros, revistas, entre otros), antes de ser puesto al servicio de los usuarios.5. 
Administración: En esta zona se encuentran las oficinas de la coordinación, logística, comunicaciones y cultura.
NIVEL 1
Hemeroteca General: Se pueden consultar las revistas de interés general y los principales periódicos. Además, en este lugar se encuentra la colección de referencia como diccionarios, enciclopedias y atlas; y los plegables de EPM.
Galería de Arte Digital: En esta galería se exhiben muestras itinerantes de arte digital. Internet, audio y video: Conformada por cuatro salas donde se ofrece, de manera gratuita estos servicios en turnos de 30 minutos, por persona. Se puede consultar sobre las áreas de especialidad de la Biblioteca, los videos de la colección y ver los noticieros nacionales e internacionales. Para guardar los archivos que se bajan de Internet, es necesario traer un CD o una memoria USB.

NIVEL 2
Sala de Lectura General: En ella se encuentran las colecciones bibliográficas de ingeniería electrónica, eléctrica, hidráulica, mecánica, sistemas, circuitos, electrónica digital, sistemas de transmisión de datos, telecomunicaciones, telefonía, sistemas de procesamiento de energía, mecánica de suelos, normas técnicas sobre construcción y arquitectura, análisis de estructuras, ambiente, hidrología, saltos de agua, tratamiento de aguas, teoría y control de máquinas, gas, entre otros. Es un lugar cómodo y agradable donde los usuarios pueden leer, realizar consultas y hacer pausas de descanso.
Salas de Formación Especializada: La Biblioteca cuenta con cuatro salas de formación especializada y recursos de información en línea que responden a cada una de las áreas de la Biblioteca Ciencia, Industria, Medio Ambiente y Tecnología. Éstas, cuentan con recursos de información en formato electrónico y de acceso en línea.
Balcón de estudio. Tiene 40 puestos de estudio con vista panorámica hacia la Plaza de Cisneros. Además, 10 Cubículos de Estudio Individual. Se encuentran las colecciones de normas técnicas nacionales e internacionales, impresas y en línea. Libros sobre informática y ciencias puras, así como informes, balances y sistemas de información geográficos.
Salas de televisión científica. La Biblioteca posee dos salas de televisión científica, cada una con capacidad para 18 personas. Tiene programación continua que varía entre los canales Discovery Channel, Animal Planet, Nacional Geographic. Además, puede reservarse el espacio para grupos interesados en consultar videos de la colección de la Biblioteca.
Auditorios: En este nivel se encuentran dos auditorios ubicados en cada uno de los costados, norte y sur. Uno con capacidad para 90 personas y el otro para 81 donde se realizan diferentes eventos concernientes a las áreas de especialidad de la Biblioteca.

NIVEL 3
1. Hemeroteca Especializada. Cuenta con 40 puestos de estudio y alberga la colección de revistas técnicas, el 90% de ellas en inglés, publicadas por los organismos nacionales e internacionales más reconocidos en las cuatro áreas de especialidad: Ciencia, Industria, Medio Ambiente y Tecnología.
NIVEL 4
Terraza - La terraza de la Biblioteca permite apreciar la Plaza de Cisneros, la Estación del Ferrocarril, la Alpujarra y un agradable paisaje de las montañas que rodean por el oriente a la ciudad de Medellín.
Salas de Investigadores - Son cuatro salas con capacidad para quince personas cada una, acondicionadas para el desarrollo de actividades de los grupos de investigación, en las cuatro áreas de especialidad de la Biblioteca.

## Servicios
La Biblioteca EPM presta a la comunidad un gran número de servicios comunes a este tipo de instituciones, pero también se destaca por prestar servicios especiales que la diferencian y destacan entre otras unidades de información de Medellín.

### Servicios Generales
- Referencia
- Consulta en sala
- Préstamo
- Reserva de documentos
- Consulta del estado de la cuenta
- Inducción sobre el uso y los servicios
- Visitas guiadas
- Elaboración de bibliografías

### Servicios especiales
- Formación de usuarios
- Programas para niños
- Programas para jóvenes[2]
- Biblioteca viajera
- Red inalámbrica
- Acceso gratuito a internet
- Obtención de información en otras bibliotecas (préstamo interbibliotecario)
- Reserva de espacios

## Proyección social

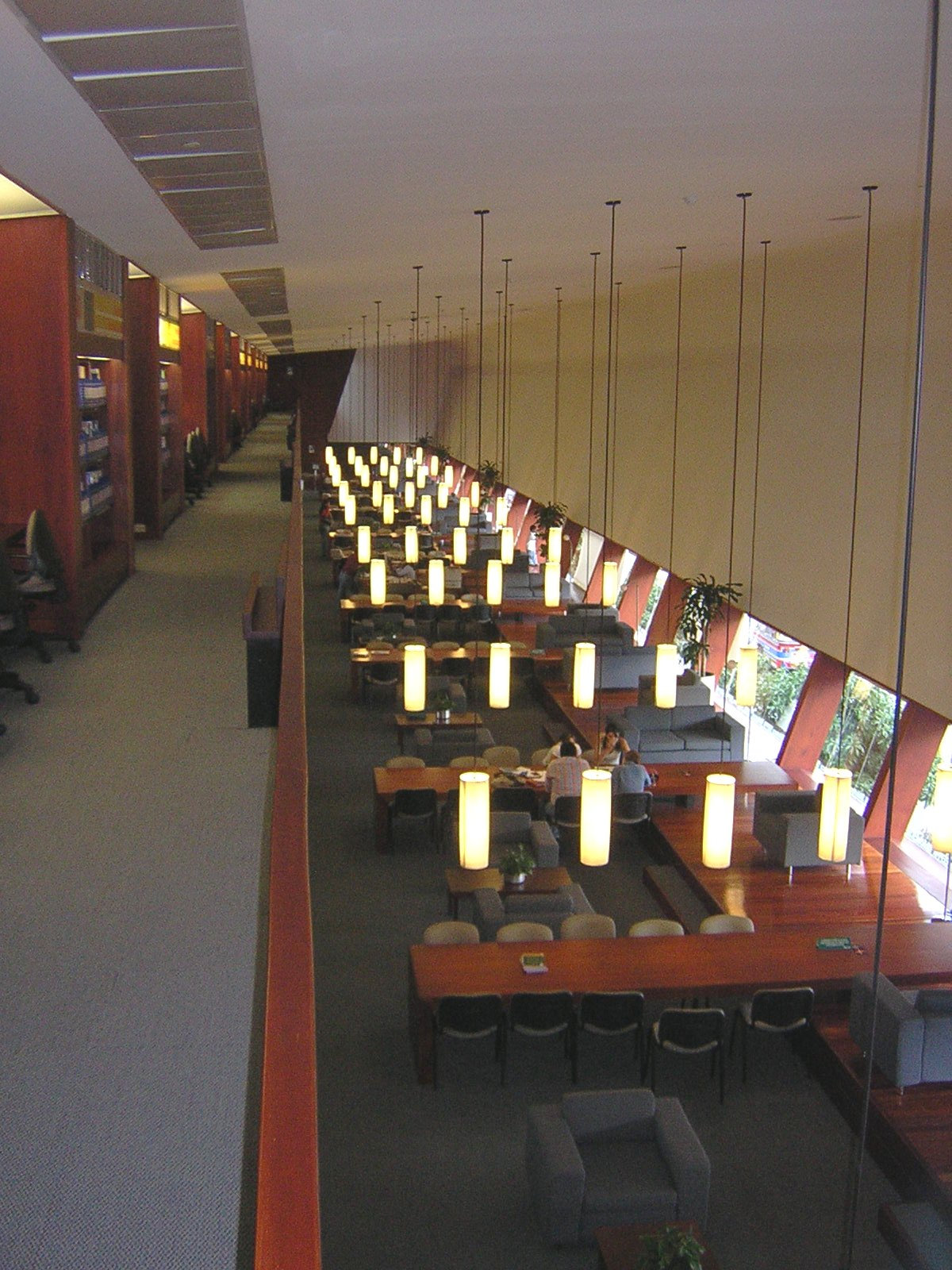
Interior de la Biblioteca EPM.

Su concepción y creación parte del hecho de que EPM localizó una carencia en cuanto se refiere a la propiciación y divulgación de los temas comprendidos. Su filosofía se basa en que a través de la difusión de los mismos, mediante muy modernos servicios informáticos y una audaz e invitante arquitectura, se contribuye al apoyo del arte, la cultura, el conocimiento, y el fomento de los servicios públicos domiciliarios, todo lo cual forma parte esencial de las comunidades sociales.
Es única en el medio por su carácter especializado. Está diseñada en forma de Pirámide del Conocimiento sobre los temas dichos, de tal manera que en sus primeros pisos entrega los conocimientos generales sobre los mismos, y a medida que se sube por su estructura de cuatro niveles va proporcionando temas cada vez más específicos y especializados. 
La Biblioteca EPM es un complemento de gran valor para las bibliotecas públicas, no solo por cubrir una carencia, sino también por la labor que desarrollará en los procesos de formación de hábitos investigativos y por la recopilación y divulgación de un conocimiento específico puesto a disposición de toda la comunidad.